# Marie Stopes
Marie Charlotte Carmichael Stopes (Edimburgo, 15 de outubro de 1880 – Surrey, 2 de outubro de 1958) foi uma paleobotânica, escritora, defensora da contracepção e ativista da eugenia britânica.
Fez importantes contribuições para a paleobotânica e classificação de carvões, tendo sido a primeira mulher acadêmica de uma faculdade da Universidade de Manchester. Com seu segundo marido, Humphrey Verdon Roe, Marie fundou a primeira clínica de controle de natalidade da Grã-Bretanha. Marie era também editora do jornal Birth Control News, onde dava conselhos práticos e explícitos, um escândalo para a época. Seu manual sexual Married Love (1918) foi controverso e influente, que levou o assunto sobre o controle de natalidade para a esfera pública.
Marie era uma forte opositora ao aborto, argumentando que a prevenção da concepção era a única coisa necessária, ainda que sua vida privada e pública nem sempre estivessem em consonância.
Devido às suas declarações em apoio à eugenia e contracepção de pessoas "racialmente doentes", a organização Marie Stopes International mudou seu nome, em 2020, para "MSI Reproductive Choices".

## Biografia
Marie nasceu em Edimburgo, em 1880. Seu pai, Henry Stopes, era um cervejeiro engenheiro, arquiteto e paleontólogo, de Colchester. Sua mãe, Charlotte Carmichael Stopes, era uma estudiosa das obras de Shakespeare e ativista pelos direitos das mulheres em Edimburgo. Com apenas seis semanas de vida, seus pais se mudaram, ficando poucos dias em Colchester e depois se mudando para Londres, onde em 1880, seu pai comprou uma casa em Upper Norwood.
Seus pais eram membros da Associação Britânica para o Avanço da Ciência, onde se conheceram. Desde pequena, Marie foi exposta à ciência e foi levada a reuniões e encontros onde conheceu famosos cientistas da época. Inicialmente, Marie teve aulas em casa com tutores particulares, mas de 1892 a 1894 ela estudou na Escola St. George, em Edimburgo. Depois ela começou a frequentar a North London Collegiate School, em Londres, onde ficou amiga de Olga Fröbe-Kapteyn.

## Carreira
Marie commeçou a focar em sua carreira na ciência por volta dos 20 anos. Ela ingressou na Universidade de Londres em 1900 com bolsa de estudos, onde estudou botânica e geologia, formando-se como primeira da classe em 1902, depois de ter aulas de manhã e de noite. A morte de seu pai no mesmo ano deixou a família arruinada financeiramente. O interesse em paleobotânica veio da vontade de começar uma carreira com a qual pudesse se sustentar sozinha.
Seu trabalho com paleobotânica começou quando um paleontólogo pediu que ela procurasse um espécimen em amostras de carvão que mostrasse uma melhor conexão entre sementes e frondes de samambaias. Descobriu-se que algumas dessas "samambaias" geravam sementes e que essas plantas eram a ligação entre as samambaias e as coníferas. Posteriormente elas ficaram conhecidas como pteridospermatophytas. Marie tinha agora a oportunidade de trabalhar com alguns dos maiores paleobotânicos da época. No mesmo ano, ela ganhou a Bolsa Gilchrist, da University College London, onde pode trabalhar com o geólogo Edmund Johnston Garwood.
Marie obteve o título de doutora em ciência pela University College London, tornando-se a pessoas mais jovem da Grã-Bretanha a conseguir tal título. Em 1903, ela publicou um estudo de botânica sobre o rio Ebbsfleet, que tinham secado naquela estaçao. Depois de conduzir pesquisas sobre plantas carboníferas, no Reais Jardins Botânicos de Kew e no University College London,  ela investiu em uma nova Bolsa Gilchrist no ano seguinte para estudar a reprodução das cicas, na Universidade de Munique. Em Munique, ela trabalhou com Karl Goebel, principal autoridade em cicas da época. Tal estudo serviu de base para sua tese, apresentada em alemão, pela qual ela obteve um doutorado em botânca em 1904. Em Munique, conheceu o botânico japonês Kenjiro Fujii, com quem co-autorou um artigo de 1906 sobre o gametófito de gimnospermas.
Marie foi, em 1904, uma das primeiras mulheres eleitas para a Linnean Society of London e foi indicada demonstradora científica para auxiliar outros estudantes. Ela também foi palestrante e professora assistente em paleobotânica pela University College até 1920.
Em 1907 escreveu um artigo sobre a flora do Jurássico Médio, e isso pode ter levado ao convite do Natural History Museum in London para que Marie escrevesse um catálogo dos exemplares de fósseis de plantas do Cretáceo do museu. Seu livro Ancient Plants (1910), escrito pouco tempo depois, tinha linguagem acessível ao público e contava a história evolutiva das plantas, a evolução das sementes e as alterações climáticas ao longo das eras, e foi pioneiro como livro-texto acessível de paleobotânica escrito em inglês.
Marie Stopes conheceu o explorador Robert Falcon Scott, e pediu para que ele a levasse em uma expedição à Antártica em busca de fósseis de plantas, e Robert respondeu que se não pudesse levá-la, mesmo assim iria buscar os fósseis. Quando Robert foi encontrado morto em sua expedição, fósseis de Glossopteris foram encontrados junto aos corpos. Fósseis semelhantes já haviam sido encontrados na América do Sul, Austrália, África e Índia. Os fósseis obtidos na Antártica foram cruciais para consolidar a teoria da Gondwana: um supercontinente que havia sido coberto de Glossopteris e se dividiu com o tempo.
Marie se interessava pela origem das angiospermas, e quanto recebeu fósseis do Japão (enviados por Kenjiro Fujii) que podiam revelar aspectos dessa história paleontológica, Marie solicitou à Royal Society financiamento para estudar fósseis de plantas do Cretáceo, e conseguiu, ficando no país asiático 1907 e 1908. Quanto desse pedido foi motivado por um relacionamento com Kenjiro não se sabe ao certo. Seja como for, essa viagem de estudo rendeu diversas publicações científicas, uma das mais importantes descrevendo o ovário da liliácea Cretovarium japonicum.
Em 1910 foi convidada pelo governo canadense a revisar os exemplares da flora do Cretáceo do país, e é possivelmente a única paleobotânica europeia expressamente convidada por um país da América do Norte a fazer algo semelhante. Tentou conseguir um emprego na Universidade de Toronto, no Canadá, mas sem sucesso, e voltou a trabalhar no Reino Unido, como professora do University College.
A última fase importante da carreira científica de Marie Stopes é quanto ao estudo do carvão. Enquanto estava em Manchester, descreveu como se dá a formação das pelotas de carvão, fósseis importantes da paleobotânica, e sua teoria ainda é aceita como uma explicação plausível. Durante a Primeira Guerra Mundial, o carvão foi muito importante como fonte de energia, o que motivou muitos estudos sobre o tema. Seu estudo em parceria com R.V. Wheeler, de 1918, definiu a terminologia utilizada no estudo do carvão até a atualidade.

## Contracepção e direitos das mulheres
Em 1911 Marie Stopes se casou com o botânico Reginald Ruggles Gates, mas o casamento não foi feliz. Devido à dificuldade de se obter um divórcio, Marie Stopes preferiu a estratégia do anulamento: alegando a não consumação do casamento, ele foi anulado em 1916, o que chamou atenção, por revelar esse detalhe íntimo do casamento.
Em 1918 se casou com o empresário Humphrey Verdon Roe, que, assim como Marie, era defensor do movimento a favor da contracepção.
Marie Stopes acreditava que o casamento deveria ser sexualmente satisfatório para as duas pessoas envolvidas. Por isso, em março de 1918 publicou seu livro Married Love, um manual para vida sexual agradável para casais, que vendeu 2 mil cópias nas duas primeiras semanas após o lançamento, e 500 mil cópias até 1924. O livro permitiu que as pessoas falassem mais abertamente sobre o sexo, que era um tema considerado tabu. O livro descreve mulheres como tendo desejos sexuais, algo que não era discutido na época.
Marie acreditava que ter filhos indesejados ou em excesso seria um empecilho para um casamento feliz, por isso abriu, em 1923, sua primeira clínica de contracepção, em que oferecia informação para mulheres casadas que não desejavam engravidar.

## Eugenia
As visões eugênicas de Marie Stopes fizeram com que ela seja mal vista nos dias atuais. Marian Clare Debenham afirma que ela era uma eugenista não convencional. Ela foi rejeitada pela Eugenics Society e não acreditava na esterilização forçada das "pessoas inferiores" nem que mulheres da elite deveriam ter mais filhos para "melhorar a sociedade".

## Morte
Marie Stopes morreu em 2 de outubro de 1958, aos 77 anos, devido a um câncer de mama, em sua casa em Dorking, Surrey.